# Alt St. Pankratius (Köln-Worringen)

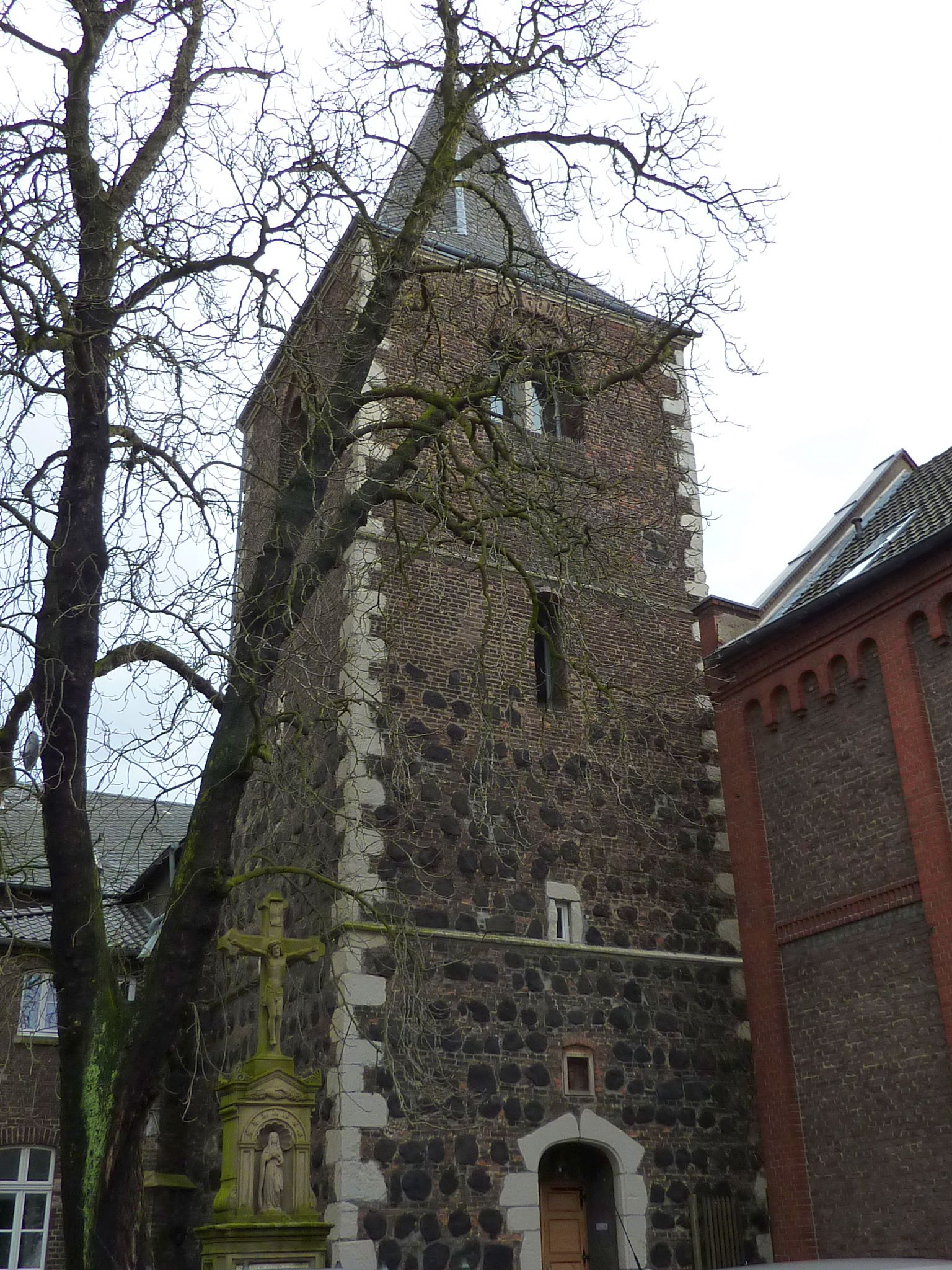
Die alte Kirche zu Worringen

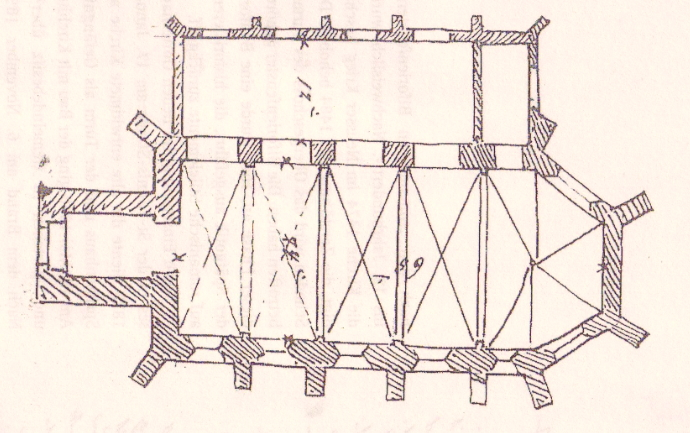
Grundrissskizze 1860

Alt St. Pankratius ist die frühere römisch-katholische Pfarrkirche zu Köln-Worringen. Sie wird heute als Wohnhaus genutzt.

## Geschichte
Im Jahr 1153 beurkundete Friedrich I. für den Kölner Erzbischof Arnold II. von Wied den Erwerb der Vogtei zu Worringen. In der Urkunde wurde die Worringer Kirche nicht erwähnt. Ihre erste Erwähnung findet sich erst im Liber valoris nach 1300. Das Kollationsrecht lag beim Kölner Dompropst.
Der heute noch vorhandene Westturm wird durch den Kunsthistoriker Paul Clemen sowie Becker-Huberti/Menne dem 12. Jahrhundert als Bauwerk der Romanik zugerechnet, während das nur noch im Kern erhaltene einschiffige Langhaus mit polygonal geschlossenem Chor eindeutig aus einer gotischen Bauphase stammt. Dagmar Hötzel sieht die Bauform des Turmes in seinem Wechsel von Basalt- und Ziegelstein als eine Entsprechung der benachbarten Feste Zons von 1373/80. Die Entstehung der rein in Ziegelstein ausgeführten Obergeschosse setzt sie in der Zeit um 1484, nachdem die Kirche 1474 im Neusser Krieg beschädigt wurde. Somit wären die Biforienfenster nicht romanisch, sondern in der Spätgotik historisierend in romanischen Formen ausgeführt worden. Bei einer Vermessung des Gotteshauses 1757 fand das nördliche Seitenschiff keine Erwähnung, dieses muss also später entstanden sein.
Der Sakralbau wurde 1838 außer Gebrauch genommen, als man in Worringen eine neue, dem heiligen Pankratius geweihte, Pfarrkirche weiter westlich errichtet hatte. Die alte Pfarrkirche brannte am 6. November 1859 aus und wurde danach zu einem Schulgebäude hergerichtet, wobei das nördliche Seitenschiff niedergelegt wurde. Heute dient sie mit Anbauten als Wohnhaus. Am Langhaus sind die an der Nordseite zweimal, an der Südseite einfach abgetreppten Strebepfeiler erhalten. Der mit drei Achteckseiten schließende Chor hat zweiteilige Strebepfeiler.